# Gianluca Iacono
Gianluca Iacono (Torino, 14 marzo 1970) è un doppiatore italiano.

## Biografia
Di origini siciliane (padre di Termini Imerese) ha iniziato la sua carriera nel 1983 a 12 anni dopo un corso di dizione tenuto da Iginio Bonazzi, in ambito teatrale e nel doppiaggio, per poi spostarsi nel tempo principalmente su quest'ultimo. Ha doppiato una lunga serie di personaggi di animazione e attori. Nel 1997 viene scelto da Paolo Torrisi come voce del suo personaggio più famoso: Vegeta, nelle serie di Dragon Ball, che doppia tuttora. Altro suo lavoro importante è il doppiaggio di Marshall Eriksen (Jason Segel) in How I Met Your Mother e di Gordon Ramsay nei suoi programmi trasmessi da Sky Italia. È speaker di numerosi spot pubblicitari. È stato iscritto all'ADAP (Associazioni Doppiatori Attori Pubblicitari).
Ha inoltre prestato la voce a diversi attori, come Heath Ledger in Ned Kelly, Joaquin Phoenix in Joaquin Phoenix - Io sono qui!, Gerard Butler in Beowulf & Grendel, Scott Speedman in The Captive - Scomparsa, Dolph Lundgren in Universal Soldier - Il giorno del giudizio e Frank Grillo in Beyond Skyline e il documentario FightWorld.
È speaker ufficiale di Italia 2 (dal 2014), di Explora (dal 2014 al 2016), ed è il secondo speaker di Cartoon Network (dal 2016), e nel 2017 è stato temporaneamente lo speaker di Mediaset Extra, in sostituzione di Giancarlo De Angeli. Nel 2019 e nel 2020 è stato temporaneamente speaker del canale Boing, in sostituzione di Pietro Ubaldi. Nell'agosto 2022 è temporaneamente speaker di Italia 1, alternandosi a Raffaele Farina così come ad agosto 2024.
È stato anche lo speaker del canale  Toon Disney.
Dal 1992 al 1997 ha fatto parte, insieme alla collega Vanessa Giuliani, del duo comico "Gustavo Gustava ovvero Gli imperfetti", con cui realizza spettacoli teatrali come Attraverso il vetro, Niente panico, Le avventure paraerotiche di Dylan Bob e il sindacalista dell'incubo e Porno un corno, scritti da Luca Marzini. Il duo viaggia in tutta Italia partecipando a numerosi concorsi e vincendo al Festival Nazionale di Cabaret di Modena nel 1996.
A partire dal 2 settembre 2011 gestisce un canale su YouTube.
Dal 2022 è ideatore e attore dello spettacolo teatrale Vegeta è morto (e l'ho ucciso io).

## Filmografia

### Programmi televisivi
- Camera Café (2004-2005, 2x79, Una giornata da star)

## Doppiaggio

### Film
- Stephen Graham in This Is England, Rocketman, Boiling Point - Il disastro è servito
- Tim Blake Nelson in La banda del porno - Dilettanti allo sbaraglio!, Detachment - Il distacco
- Woody Harrelson in Palmetto - Un torbido inganno, Surfer, Dude
- Freddy Rodríguez in Chasing Papi, Havoc - Fuori controllo
- Shea Whigham in Mission: Impossible - Dead Reckoning, Mission: Impossible - The Final Reckoning
- Heath Ledger in Ned Kelly
- Matthew McConaughey in Newton Boys
- Joaquin Phoenix in Joaquin Phoenix - Io sono qui!
- Gerard Butler in Beowulf & Grendel
- Scott Speedman in The Captive - Scomparsa
- Ryan Reynolds in Chaos Theory
- Corey Stoll in Annie Parker
- Matthew Davis in Blue Crush
- Eddie Griffin in Undercover Brother
- Damian Young in Come la prima volta
- Chris Elwood in Due sballati al college
- Michael Rapaport in A Good Night to Die
- Robert Knepper in The Hoarder
- Tom Hanks in Casa, dolce casa? (ridoppiaggio)
- Jake Busey in The Hitcher II - Ti stavo aspettando...
- Tim Roth in I nuovi eroi
- Joe Pantoliano in Matrimonio per sbaglio
- Frank Carlopio in Presa mortale
- Erik Palladino in Il ritorno nella casa sulla collina
- Matthew Bennett in Un poliziotto a 4 zampe 3
- Jason Bryden in Il dottor Dolittle 5
- Dolph Lundgren in Universal Soldier - Il giorno del giudizio
- Roger Bart in Smiley
- Eric McCormack in The Sisters
- Lorant Deutsch in Il raid
- Billy Mott in La mamma della sposa
- Mark Collver in Don't Sleep Alone
- Corey Feldman in No Witness
- Alessandro Nivola in Best Laid Plans
- Bill Pullman in Liebestraum
- Aaron Poole in Il fuoco della giustizia
- Jed Rees in Luck
- Neil Bell in Dead Man's Shoes - Cinque giorni di vendetta
- Patrick Duffy in Natale con vista
- Andrew Lovern in Rat
- Sam Trammell in Il ritorno dei dinosauri
- Jonathon Walker in Prancer - Una renna per amico
- Kai Doi in Turbo Power Rangers - Il film
- Rufus Beck in La tribù del pallone - Sfida agli invincibili
- Michael Moreland in 16 Years of Alcohol
- Billy Mott in La mamma della sposa
- Danny Comden in Live! - Ascolti record al primo colpo
- John Kavanagh in The Butcher Boy
- Mark Collver in Don't Sleep Alone
- David Anders in Campi insanguinati
- Michael Lovern in I Love Movies
- John Muscarnero in Dark Woods
- Thierry Frémont in Travolti dalla cicogna
- Yves Verhoeven in Ricchezza nazionale
- Mathieu Kassovitz in Angelica
- Nakamura Toru in 2009 - Memorie perdute
- Shigemitsu Ogi in Dark Water
- Cem Yılmaz in G.O.R.A. - Comiche spaziali
- Mehmet Kurtuluş in Nackt
- Scali Delpeyrat in Elles
- Christain Toulali in Shark Hunter
- David Vert in Rec
- Roschdy Zem in Giraffada
- Ricky Sim in Valzer finale per un killer
- Waleed Zuaiter in The United
- Steven Mackintosh in Daisy vuole solo giocare
- Niksa Butijer in Padre Vostro
- Ajit Kumar in Vedalam
- Paco Manzanedo in Rec 4: Apocalypse
- Vincent Colombe in Revenge
- Éric Caravaca in Pollo alle prugne
- Ramzy Bedia in Lolo - Giù le mani da mia madre
- Zsolt Anger in Tutti i rumori del mare
- K. Todd Freeman in Anesthesia
- Peter Dinklage in Transformers - Il risveglio
- Hwang Jung-min in Liberaci dal male
- Masatoshi Nagase in Gojoe
- Pierre-François Martin-Laval in West Coast
- Donnie Yen in The Prosecutor

### Serie televisive
- Tim Blake Nelson in Klondike, Cabinet of Curiosities
- Joey Slotnick in Nip/Tuck
- Brennan Elliott in Squadra Med - Il coraggio delle donne
- Yancey Arias in Thief - Il professionista
- Christopher Heyerdahl in Van Helsing
- Flex Alexander in Total Security
- Michael Riley in Alla corte di Alice
- Demore Barnes in Hemlock Grove
- Dirk Martens in I misteri di Mondsee
- Kevin Sullivan in La squadra del cuore
- Rugg Williams in 4 tatuaggi per un super guerriero
- Jeremiah Birkett in Girovagando nel passato
- Ryan Scott Greene in MTV Undressed
- Michel Monty in 15/Love
- Vincent Walsh in Mystic Knights: quattro cavalieri nella leggenda
- Reggie Rolle in Power Rangers Lost Galaxy
- Morgan Jones in Call Red
- Don McKellar in I commedianti
- Tim Campbell in Snobs
- Victor Reinier in Flikken - Coppia in giallo
- Jeremy Kent Jackson in Lab Rats
- Brennan Mejia in iCarly
- Jason Segel in How I Met Your Mother
- Barry Ward in The End of the F***ing World
- Sebastian Roberts in Mary Kills People
- John Morrison in Miz and Mrs.
- Dermot Mulroney in The Purge
- Bob Cryer in Jake 2.0
- Aitor Campo in Una vita
- Jorge Nelasco in Batticuore
- Marcello Antony in Terra nostra
- André Barros in La forza del desiderio
- Matt Lauria in Outer Range

### Programmi televisivi
- Gordon Ramsay in Hell's Kitchen (dalla quinta stagione), MasterChef USA e Gordon Ramsay - Fuori menù
- Nick Groff in Cacciatori di fantasmi
- Mario Pacione in I maghi delle auto
- Kris Elmer in Salt Lake Garage

### Film d'animazione
- Dragon Ball Z - Le origini del mito (ridoppiaggio), Dragon Ball Z - L'invasione di Neo Namek (ridoppiaggio), Dragon Ball Z - I tre Super Saiyan (ridoppiaggio), Dragon Ball Z - Il Super Saiyan della leggenda (ridoppiaggio), Dragon Ball Z - La minaccia del demone malvagio (ridoppiaggio), Dragon Ball Z - La storia di Trunks (ridoppiaggio), Dragon Ball Z - Il diabolico guerriero degli inferi (ridoppiaggio), Dragon Ball Z - L'eroe del pianeta Conuts (ridoppiaggio), Dragon Ball Super: Broly, Dragon Ball Super: Super Hero - Vegeta
- Lamù - Only You, Lamù - Remember My Love, Lamù - Forever: La principessa nel ciliegio, Lamù - Boy Meets Girl: Un ragazzo, una ragazza, Lamù - Sei sempre il mio tesoruccio - Shutaro Mendo
- Dragon Ball Z - Il diabolico guerriero degli inferi (ridoppiaggio), Dragon Ball Super: Broly - Gogeta (insieme a Paolo Torrisi e Claudio Moneta)
- Fullmetal Alchemist - The Movie: Il conquistatore di Shamballa, Fullmetal Alchemist - La sacra stella di Milos - Roy Mustang
- Dragon Ball Z - La grande battaglia per il destino del mondo (ridoppiaggio) - Lakasei
- Balto - Il mistero del lupo[3] - Sumac
- Samurai Spirits - Apocalisse a Edo - Haohmaru
- Mobile Battleship Nadesico - The Movie - Il principe delle tenebre - Genichiro Tsukuomi
- Scooby-Doo e la leggenda del vampiro - Lightning Strikes
- Aloha, Scooby-Doo! - Manu Tuiama
- Batman contro Dracula - Il barbone
- Oh, mia dea! - The Movie - Ootaki Aoyama
- City Hunter Special: Arrestate Ryo Saeba! - Mac Doc
- Seafood - Un pesce fuor d'acqua - Octo
- I Cavalieri dello zodiaco - Le porte del paradiso - Odisseo
- Origine - Shunack
- Detective Conan - L'ultimo mago del secolo - Ryu Sagawa
- Detective Conan - Trappola di cristallo - Hidehiko Kazama
- Detective Conan - Il fantasma di Baker Street - Tadaaki Kashimura
- Detective Conan - L'isola mortale - Mitsushi Matsumoto
- Detective Conan - ...e le stelle stanno a guardare - Korn
- Pokémon: Giratina e il Guerriero dei Cieli - Newton Graceland
- Pokémon: Arceus e il Gioiello della Vita - Damos
- Il film Pokémon - Diancie e il bozzolo della distruzione - Arsenio Acciaio
- Il film Pokémon - I segreti della giungla - Zarude Vice-alpha
- One Piece - Un'amicizia oltre i confini del mare - Chaka
- One Piece Gold - Il film - Sakazuki
- One Piece Stampede - Il film - Drakul Mihawk
- Biancaneve - Principe
- My Hero Academia: Heroes Rising - Shota Aizawa
- 200% lupo - Flasheart
- Trolls 3 - Tutti insieme - John Dory (parte parlata)
- Hercules[4] - Hercules
- My Oni Girl - Mikyo Yatsuse
- Jin-Roh - Uomini e lupi[5] - funzionario della polizia
- Spy x family - Code: White - Domitri
- Cattivissimo me 4 - Sensei O'Sullivan
- Baki Hanma VS Kengan Ashura - Jack Hanma

### Serie animate
- Vegeta in Dragon Ball Z, Dragon Ball GT, Dragon Ball Super, Gintama
- Jack Hanma in BAKI, Baki Hanma
- Clone di Vegeta in Dragon Ball Super
- Vegeth in Dragon Ball Super (insieme a Claudio Moneta)
- Tamberin e Arbitro delle eliminatorie in Dragon Ball
- Croccosecco in Dofus - I tesori di Kerubim
- Tetsuo Hara in Gantz
- Jim in The Head - La testa
- Gengis in Tex Avery Show
- Freccia Verde (1ª voce) in Batman: The Brave and the Bold
- Leo Trench in Odd Job Jack
- Acciugo Paciugo in Space Goofs - Vicini, troppo vicini!
- Rhesus 2 in Una giungla di stelle per capitan Simian
- Keith/Leone Nero (2ª voce) in Voltron
- Lance "Avalanche" Alvers e Cody in X-Men: Evolution
- Bob, Lord Tasto Invio, e personaggi vari in Drawn Together
- Gonard in Kappa Mikey
- Donbe in Dr. Slump[6] (2º doppiaggio, serie 1980/86)
- Orson in Draghi e draghetti
- Ikari in Aggretsuko
- Shu Rei Fang negli OAV de I cinque samurai
- Dr. Wally in Quella strana fattoria
- Mister Fantastic in I Fantastici 4: World's Greatest Heroes
- Kurtis Stryker in Mortal Kombat: Defenders of the Realm
- Ken e Dark hunter forma lunare in Maxwell: The Explorer of the Worlds
- Taro Kitano in Hot Wheels: Highway 35 World Race
- Algonquin Lumpus in Camp Lazlo
- Johnny Watt in La fabbrica dei mostri
- Cowboy in Matti da legare
- Fratello di Lippa in Tre contro tutti
- Freddie in Piccoli problemi di cuore
- Tommy in Le magiche Ballerine Volanti
- Kanzel, Zolf e Morus in Un incantesimo dischiuso tra i petali del tempo per Rina
- Nevius in Sailor Moon
- Francis Grimes in Ugly Americans
- Gabite in Pokémon (nell'episodio speciale "Pokémon Mystery Dungeon - Esploratori del tempo e dell'oscurità")
- Pearl, Pekoms, Cirkeys, Jabura, Jean Bart (1ª voce), Shanks (da ragazzo), Iceburg (da ragazzo), Jango (2ª voce), Drakul Mihawk (ep. 458-515), Yasop (episodi 279 e 878), Pell (episodio 888), Doc Q (ep. 325), entrambi i fratelli Decalvan, Yarisugi e Bartolomeo in One Piece
- Mizuki, Gamakichi e Dan Kato in Naruto e Naruto: Shippuden
- Kakashi Hatake (ep. 72-104) in Naruto: Shippuden
- Eaco in I Cavalieri dello Zodiaco
- Ryu in Shaman King (serie 2001 e 2021)
- DJ-Man in Beyblade
- Paul in A tutto gas
- Tochiro in Cosmowarrior Zero
- Taketo in Webdiver
- Lavertus in LEGO Legends of Chima
- Jestro in LEGO Nexo Knights
- Tomoka in Shin Hakkenden
- Masahiro Hamasaki, Daichi (1ª voce) in Mermaid Melody - Principesse sirene
- Ringo in Teknoman
- Serpex in Biocombat
- Barone Ashura in Il pazzo mondo di Go Nagai
- Shiranui in Kojiro - Lo spirito del vento
- Tenente in Orguss 02
- Satoshi in Yui - Ragazza virtuale
- Kuroda, Toguro Otooto (Minore) in Yu Yu Hakusho
- Signor Daidoji in Il mitico detective Loki
- Kogoro Katsura in Kenshin - Samurai vagabondo
- Kyuzo in Samurai 7
- Pierre Vieira in Aquarion
- Colonnello Roy Mustang in Fullmetal Alchemist, Fullmetal Alchemist: Brotherhood
- Baptistin in Il conte di Montecristo
- Leopold Trench in Odd Job Jack
- Jacques in Belfagor
- Duke Devlin in Yu-Gi-Oh!
- Adrian Gecko in Yu-Gi-Oh! GX
- Dragan in Yu-Gi-Oh! 5D's
- Korn e vari personaggi in Detective Conan
- Cyrus in Pokémon Diamante e Perla
- Aristide in Pokémon Nero e Bianco, Pokémon: Serie Esplorazioni Master
- Tierno in Pokémon XY
- Prowl in Transformers Animated
- Starscream in Transformers: Prime
- Go in Pretear - La leggenda della nuova Biancaneve
- Sterzo in Biker Mice da Marte
- Tres Iques in Trinity Blood
- Louvre in Claymore
- Yuri in Planetes
- Lord Buccia in Rocket Monkeys
- Nobunaga Oda in Inazuma Eleven GO Chrono Stones
- Killara in Kulipari: L'esercito delle rane
- Igneo in Spider Riders[7]
- Galian in MÄR
- Assassin/Sasaki Kojirō in Fate/stay night: Unlimited Blade Works
- Shota Aizawa in My Hero Academia, Vigilante: My Hero Academia Illegals
- Dir. Kaien Cross in Vampire Knight
- Nori, Gatto Asano, Amico di Mark e Sunsuke in Tokyo Mew Mew - Amiche vincenti
- N'Doul in Le bizzarre avventure di JoJo (OAV)
- Robert E. O. Speedwagon in Le Bizzarre Avventure di JoJo: Phantom Blood
- Ramon e "Forza 12" in Extreme Football
- Personaggi secondari in Ghost in the Shell: Stand Alone Complex
- Zennosuke Kurumadani, Ryō Utagawa e Grimmjow Jaegerjaques in Bleach, Bleach: Thousand-Year Blood
- Mord Latro in DanMachi
- Brain Unglaus in Overlord
- Rigurd in That Time I Got Reincarnated as a Slime
- Brad Coleman in Mashle: Magic and Muscles
- Liu Jing in Link Click
- Padre di Shutaro Mendo in Lamù e i casinisti planetari - Urusei yatsura
- Red in Captain Laserhawk: A Blood Dragon Remix
- Cringer / Battle-Cat in He-Man and the Masters of the Universe
- Koji Nagasaki in Devilman Crybaby
- Ian Solo in LEGO Star Wars
- Bravo (parte parlata) in Gadget e Gadgettini
- Leonard Maxwell in Dr. Stone

### Videogiochi
- Trevelyan (agente 006) in GoldenEye 007 (1997)
- Soldato di Naboo in Star Wars: Episodio I - La minaccia fantasma (1999)
- Errol in Jak II: Renegade (2003),[8] Jak 3 (2004),[9] Daxter (2007)[10]
- Kanyenke e Warwick in Age of Empires III: Age of Discovery (2004)[11]
- Ottsel Leader in Jak 3 (2004)[9]
- Kit Yun in Jet Li: Rise to Honour (2004)
- Evans in The Getaway: Black Monday (2004)[12]
- Alan Smithee in Death by Degrees (2005)[13]
- Soldati Replica e Sicurezza ATC in F.E.A.R. (2005)[14]
- Ronald McCrea in Need for Speed: Most Wanted (2005)[15]
- Bwomsamdi in World of Warcraft (2005)
- Hector MacQueen e Francis Arbuthnot in Agatha Christie: Assassinio sull'Orient Express (2006)[16]
- Minatore in Daxter (2006)[10]
- Charlie e Azadi in Dreamfall: The Longest Journey (2006)[17]
- Replicanti in F.E.A.R. Extraction Point (2006)[14] e F.E.A.R. Perseus Mandate (2007)[14]
- Emissario del Sacro Romano Impero in Medieval II: Total War (2006)
- Colonnello George Edwardson in Age of Empires III: The Asian Dynasties (2007)
- Istruttore di lancio con il paracadute in Medal of Honor Airborne (2007)
- Dandelion in The Witcher (2007)
- Ho Shin e Joseph Sin-Chung in 24: The Game (2008)[18]
- Capitan Terrore in Fable II (2008)
- Ike e Tibarn in Fire Emblem: Radiant Dawn (2008)
- Ho Yinsen in Iron Man (2008)[19]
- rcole in Rise of the Argonauts (2008)
- Aragorn in Il Signore degli Anelli: La conquista (2009)
- Aatrox, Nocturne e Nasus in League of Legends (2009)
- Barry Wheeler in Alan Wake (2010)[20]
- Micheletto Corella in Assassin's Creed: Brotherhood (2010)[21]
- Virgilio in Dante's Inferno (2010)[22]
- Maglio infuocato in Gormiti: Gli eroi della natura (2010)[23]
- Carter Blake in Heavy Rain (2010)[24]
- Brian O'Neill e Jimmy in Mafia II (2010)[25]
- Miller in Metro 2033 (2010)[26]
- Alarak in StarCraft II (2010) e Heroes of the Storm (2015)[27]
- Solomon in Battlefield 3 (2011)[28]
- Leonid Pudovkin in Call of Duty: Modern Warfare 3 (2011)[29]
- Francis Pritchard in Deus Ex: Human Revolution (2011)[30]
- Al. B. Lost in Disneyland Adventures (2011)[31]
- Kowalski ne I pinguini di Madagascar: Il ritorno del Dottor Blowhole (2011)[32]
- osco Laroche in Infamous 2 (2011)[33]
- Cutter in MotorStorm: Apocalypse (2011)
- Capitano Marshall in Rage (2011)[34]
- Jarl Balgruuf, Heimskr e personaggi vari in The Elder Scrolls V: Skyrim (2011)[35]
- Terry in Assassin's Creed III (2012)[36]
- Diego Vázquez in Assassin's Creed III: Liberation (2012)[37]
- Michael "Finn" O'Leary in Call of Duty: Black Ops II (2012)
- Aleran, Gorell, Kyr e Roshan in Diablo III (2012)[38]
- Sacerdote Teague Martin in Dishonored (2012)[39]
- Nobunaga Oda, Re Artù, Wolfram e Asley Rune in Inazuma Eleven GO Chrono Stones[40] (2012)
- Padre Luis Guerra in Prototype 2 (2012)
- Big Jimmy in The Darkness II (2012)[41]
- Caporale Jeremy Cruz in Aliens: Colonial Marines (2013)[42]
- Capitano Robert Norton in Dead Space 3 (2013)[43]
- Personaggi vari in Killzone: Mercenary (2013)
- Toothpick in Sly Cooper: Ladri nel Tempo (2013)
- Cacciatore online in The Last of Us (2013)
- Louis Godiin in Assassin's Creed: Freedom Cry (2013)[44]
- François-Thomas Germain in Assassin's Creed: Unity (2014)[45]
- Wilhelm in Borderlands: The Pre-Sequel (2014)[46]
- Locandiere, Banditore di Meccania, Fabbro di spade, Becchino e Dragoide Occultista in Hearthstone: Heroes of Warcraft[47] (2014)
- Jordi Chin in Watch Dogs (2014)[48] e Watch Dogs 2 (2016)[49]
- Detenuti in Batman: Arkham Knight (2015)
- Nicolas Mendoza in Battlefield Hardline (2015)
- John Taylor in Call of Duty: Black Ops III (2015)[50]
- Spike e Karim in Dying Light (2015)[51]
- Frederic-104 in Halo 5: Guardians (2015)[52]
- Alarak in Starcraft II - Legacy of the Void (2015)[53]
- Jack Fiddler in Until Dawn (2015)[54]
- Bobby Radford in Quantum Break (2016)[55]
- Talos Rucker in Deus Ex: Mankind Divided (2016)[56]
- Paul Rhodes in Tom Clancy's The Division (2016),[57] Tom Clancy's The Division 2 (2020)[58]
- Il Ramingo in Destiny 2 (2017)[59]
- Resh in Horizon Zero Dawn (2017)[60]
- Freccia Verde in Injustice 2 (2017)[61]
- Gideon James in Call of Duty: Black Ops IIII (2018)[62]
- Elijah Kamski in Detroit: Become Human (2018)[63]
- Jacob Seed in Far Cry 5 (2018)[64]
- Coach Javier Gonzalez in FIFA 18 (2018)[65]
- Capitano della seconda flotta in Monster Hunter: World (2018)[66]
- Dominguez in Shadow of the Tomb Raider (2018)
- Eista in Borderlands 3 (2019)[67]
- Alkai Turner in Days Gone (2019)[68]
- Commentatore F2 in F1 2019 (2019),[69] F1 2020 (2020)[70] e F1 2021 (2021)
- Robert Kendo in Resident Evil 2 Remake (2019) e Resident Evil 3 Remake (2020)
- Capo delle "Serpi" in The Last of Us Parte II (2020)[71]
- Grigorii in Assassin's Creed: Valhalla (2020)[72]
- Alex Mason in Call of Duty: Black Ops Cold War (2020)[73]
- Cassidy Righter in Cyberpunk 2077 (2020)[74]
- Kang Jung-Su e Pescatore (DLC) in Outriders (2021)[75]
- Poseidone in Immortals Fenyx Rising: Gli dei perduti (2021)[76]
- Antico #3, Elzix, fabbro in Diablo II: Resurrected (2021)[77]
- Smithy in Back 4 Blood (2021)[78]
- Commentatore in F1 Manager 22 (2022)[79]
- Annunciatore e Hanz in Overwatch 2 (2022)[80]
- Ufficiale Kyle Serra e dottor Sheehan Yune in The Callisto Protocol (2022)[81]
- Erol in Guild Wars
- Il mercante in Resident Evil 4 (remake) (2023)[82]
- Sacerdote di Nevesk in Diablo IV (2023)[83]
- Alex Malto in Transformers: EarthSpark - In missione (2023)[84]
- Mascotte #1 e Albert Moon in Spider-Man 2 (2023)[85]
- Roger Hall, altoparlante del centro commerciale (voce maschile) e Brian in Dead Rising Deluxe Remaster (2024)[86]
- Oda Nobunaga e Ukita Naoie in Assassin's Creed Shadows (2025) [87]
- mirage - transformers 3 videogioco

## Pubblicità
- Spot Citroën C3 (2009)
- Spot Ambi Pur (2024)